# عادل الأسطة
عادل مصطفى أحمد الأُسطة (13 يونيو 1954) هو كاتب وناقد وأكاديمي فلسطيني. ولد في مخيم عسكر  بالقرب من نابلس لعائلة هُجرت من يافا. حصل على الدكتوراة من جامعة بامبرغ في المانيا ودرس الادب العربي الحديث والنقد الادبي في جامعة النجاح الوطنية. يكتب بجريدة الأيام، مجلة رمان وانطولوجيا ويهتم بالشعر والقصة القصيرة والرواية.

## أعماله الأدبية
- حزيران الذي لا ينتهي شظايا سيرة (1967-1982)، 2018
- احمد دحبور ...مجنون حيفا، 2018
- أسئلة الرواية العربية:رواية إلياس خوري "أولاد الغيتو - اسمي آدم" نموذجا، 2017
- أدب العائدين تساؤلات وقراءات، 2016
- أوراق مقارن في الادب الفلسطيني، 2015
- سؤال الهوية، فلسطينية الأدب والأديب، 2000
- الأدب الفلسطيني والأدب الصهيوني، 1993[2][3][4][5][6]